# Вікторівка (Чернігівський район)
Ві́кторівка (стара назва – Тарасівка)  — село в Україні, у Іванівській сільській громаді Чернігівського району Чернігівської області. Населення становить 112 осіб. До 2016 орган місцевого самоврядування — Слобідська сільська рада.
15 травня 1976 року за 500 метрів від села відбулася авіакатастрофа Ан-24, у результаті якої загинуло 52 особи — усі пасажири та члени екіпажу. На місці трагедії місцевими жителями посаджено чотири верби.

## Назва села
Старою назвою село зобов'язане Тарасу Андрійовичу, обивателю олишівському, який у 1671 році продав свій хутір Івану Биховцю. За яких обставин сталася зміна назви на сьогодні сказати важко.

## Історія
За часів козаччини Тарасівка (Вікторівка) входила до Олишівської сотні Ніжинського полку.
Довідку про Тарасівку Олександр Лазаревський розмістив в «Описании старой Малороссии» у 1893 році, тоді як назву Вікторівка зустрічаємо вже у 1859 року.
12 червня 2020 року, відповідно до розпорядження Кабінету Міністрів України № 730-р «Про визначення адміністративних центрів та затвердження територій територіальних громад Чернігівської області», увійшло до складу Іванівської сільської громади.
17 липня 2020 року, в результаті адміністративно - територіальної реформи та ліквідації колишнього Чернігівського району, село увійшло до складу новоутвореного Чернігівського району Чернігівської області.